# Kampanahalli, Chiknayakanhalli
Kampanahalli là một làng thuộc tehsil Chiknayakanhalli, huyện Tumkur, bang Karnataka, Ấn Độ.